# Altenbeken
Altenbeken est une commune d'Allemagne, située à l'est du land de Rhénanie-du-Nord-Westphalie dans l'arrondissement de Paderborn.
Altenbeken est située dans l'Egge, une chaîne de montagnes limitant les plaines de Münster dans l'est.
Altenbeken a des limites - commençant au sud dans le sens des aiguilles d'une montre - avec les villes de Lichtenau (Westphalie), Paderborn et Bad Lippspringe (arrondissement de Paderborn), de Horn-Bad Meinberg (arrondissement de Lippe), de Steinheim et de Bad Driburg (arrondissement de Höxter).
Les trois quartiers d'Altenbeken sont Altenbeken, Buke et Schwaney.
La gare d'Altenbeken est un nœud ferroviaire.
C'est ainsi qu'Altenbeken est une commune de cheminots et le grand viaduc est l'emblème de la commune.
Altenbeken est jumelée avec Betton près de Rennes en France.